# Alan Hutcherson
Alan Hutcherson – amerykański kierowca wyścigowy.

## Kariera
W wyścigach samochodowych Hutcherson poświęcił się głównie startom w wyścigach zaliczanych do klasyfikacji Mistrzostw Świata Samochodów Sportowych. W 1963 roku odniósł zwycięstwo w klasie GT 2.0 24-godzinnego wyścigu Le Mans, a w klasyfikacji generalnej był dwunasty.